# Melanargia larissa
Melanargia larissa är en fjärilsart som beskrevs av Jacob Hübner 1827. Melanargia larissa ingår i släktet Melanargia och familjen praktfjärilar. Inga underarter finns listade i Catalogue of Life.
Arten förekommer från Balkanhalvön över Turkiet till nordvästra Iran och angränsande områden vid Kaukasus. Den lever vanligen i låglandet upp till 500 meter över havet och når ibland 2100 meter över havet. Melanargia larissahittas i skogsgläntor, i öppna buskskogar och på gräsmarker. Larverna lever på gräs och de övervintrar.
För beståndet är inga hot kända. Hela populationen anses vara stabil. IUCN listar arten som livskraftig (LC).

## Bildgalleri

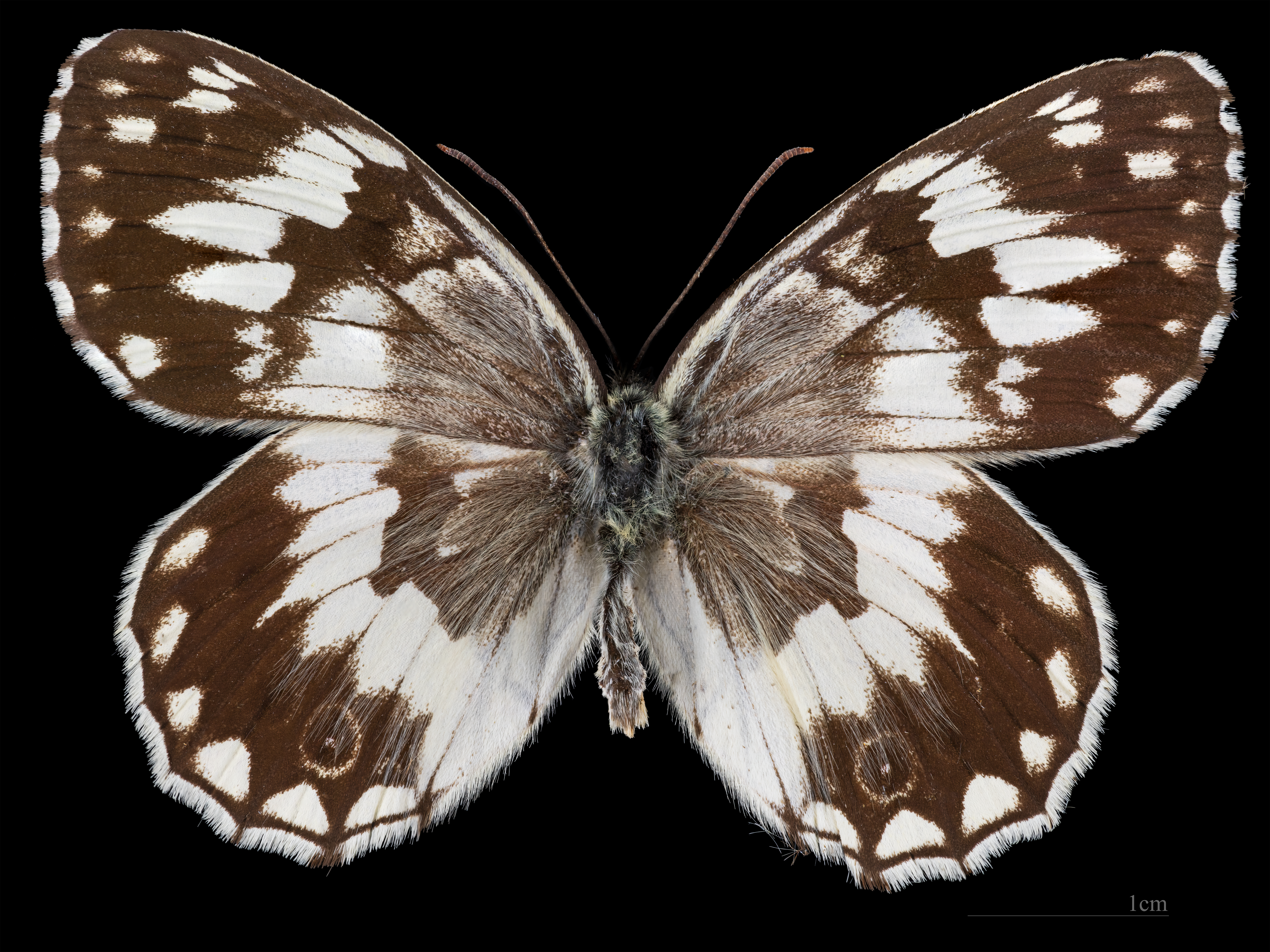
Melanargia larissa ♂
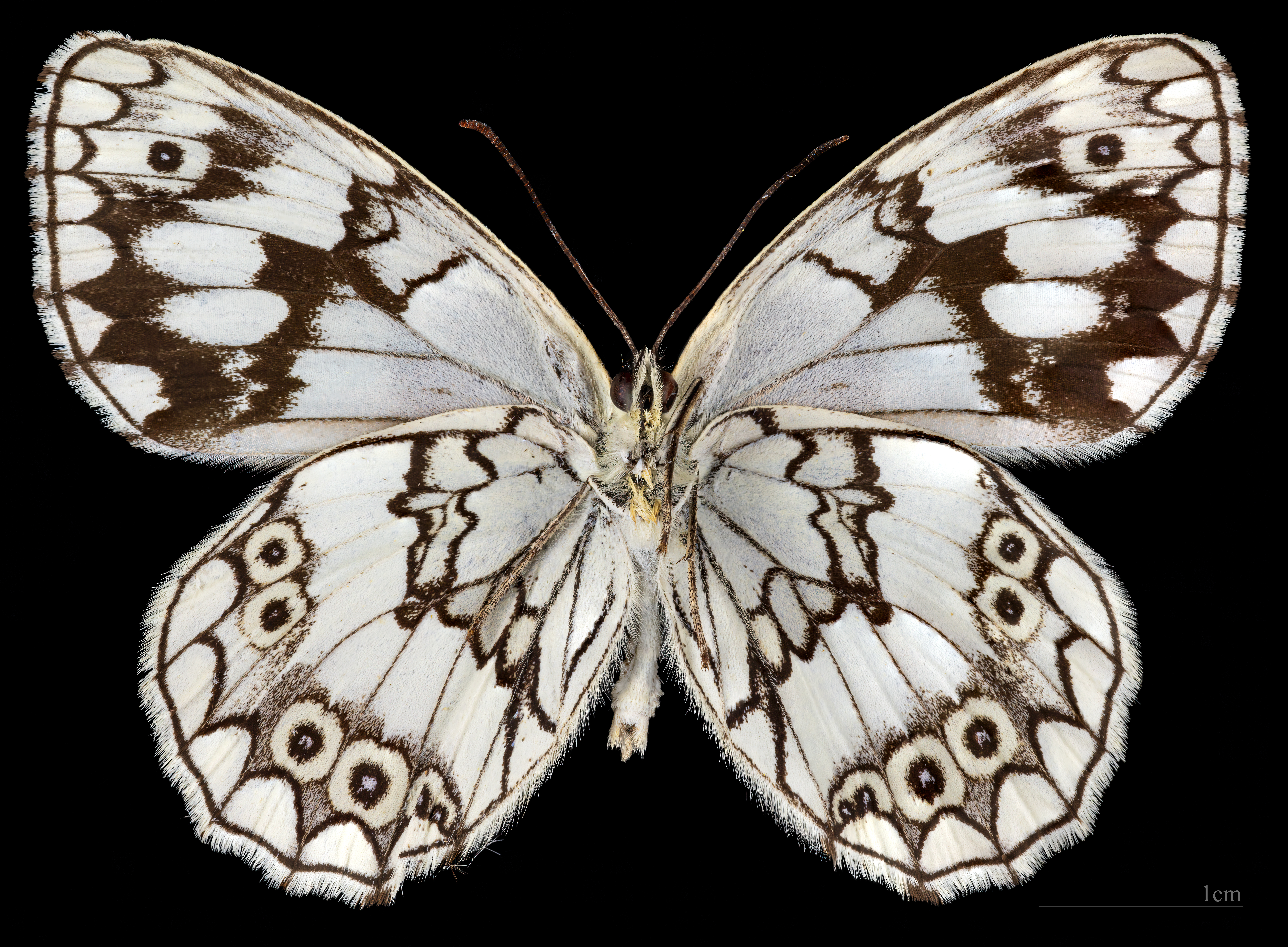
Melanargia larissa ♂  △
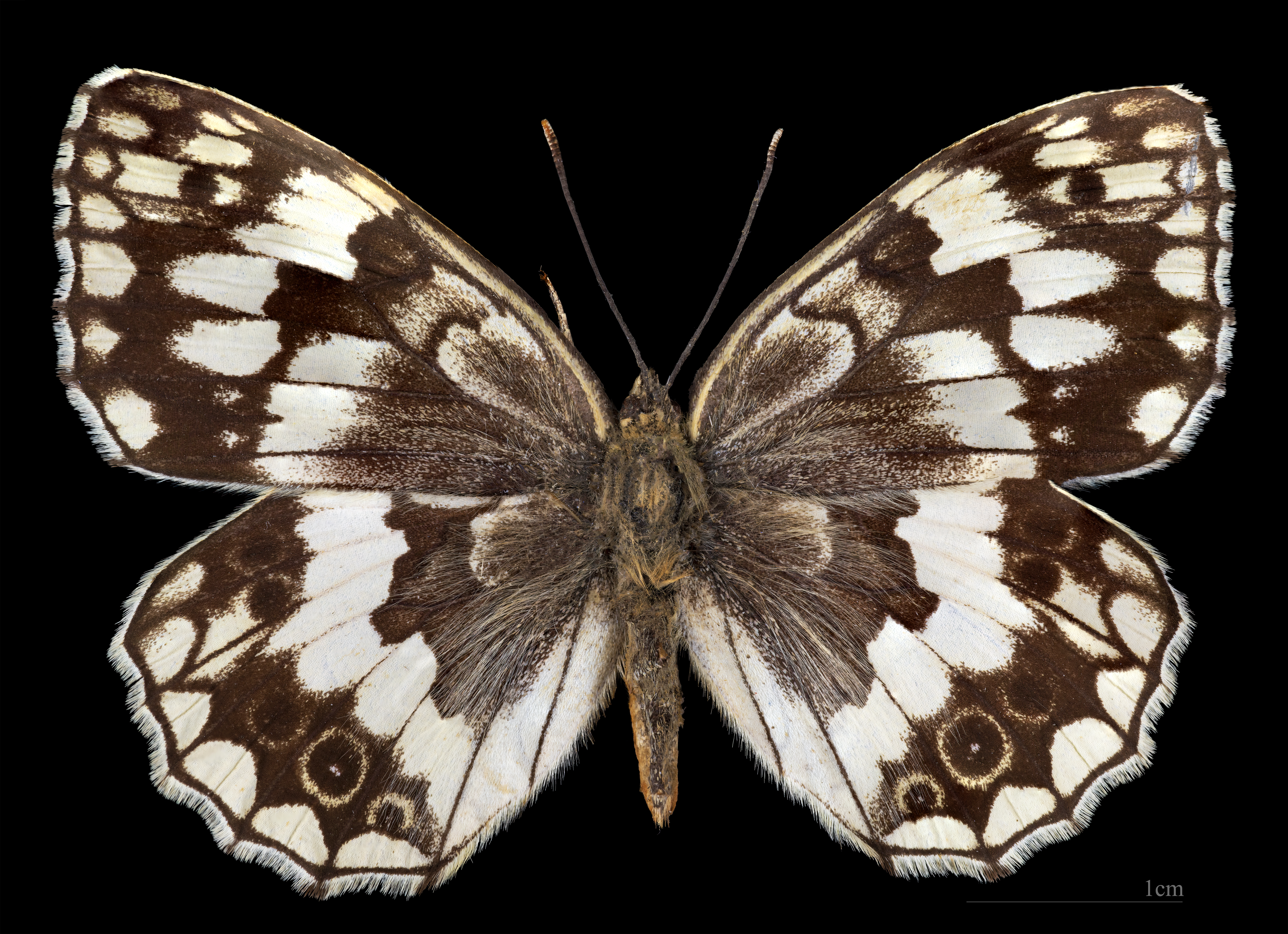
Melanargia larissa  ♀
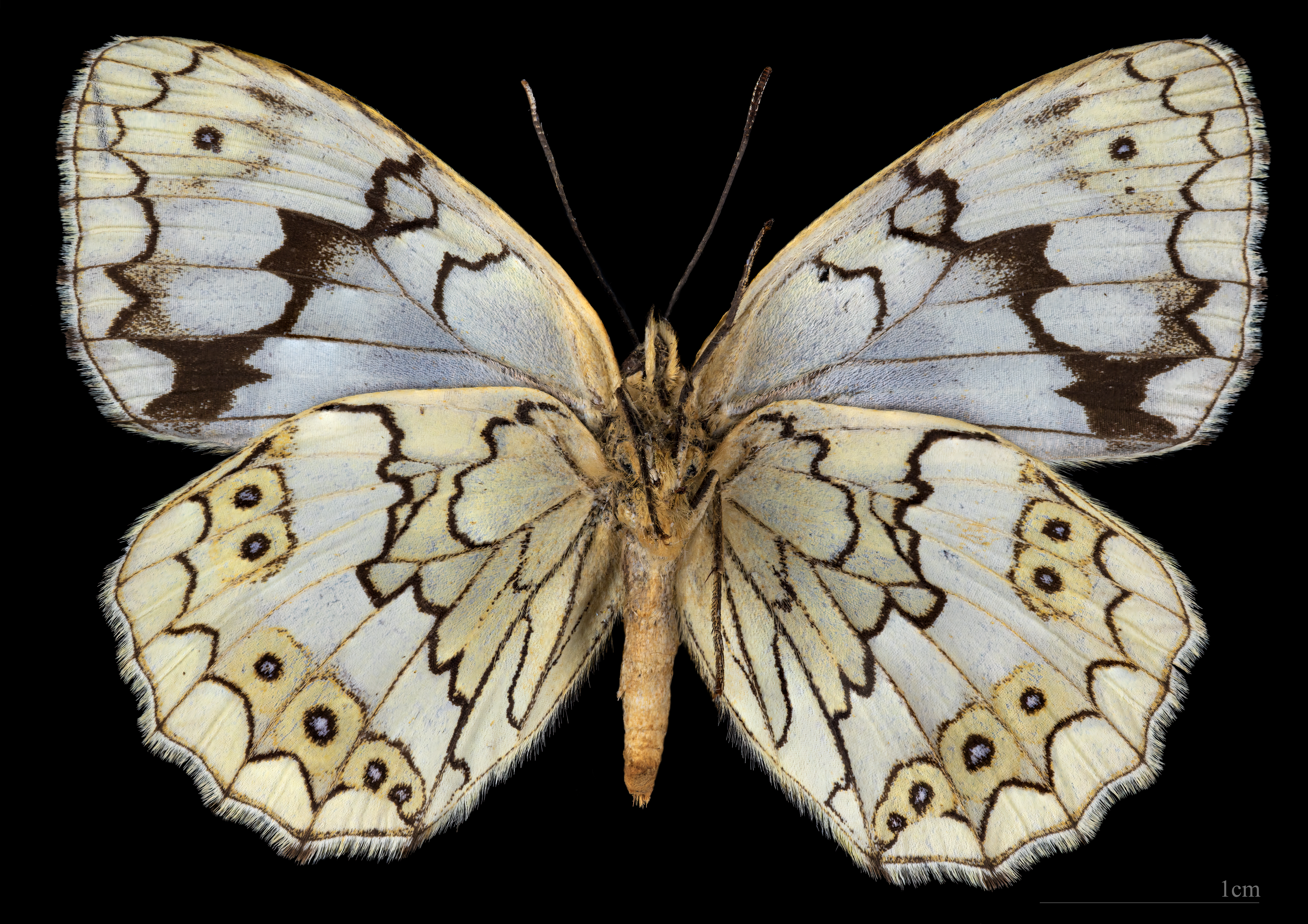
Melanargia larissa  ♀ △